# Musée de cire
Pour l'art de la sculpture en cire, voir Céroplastie.

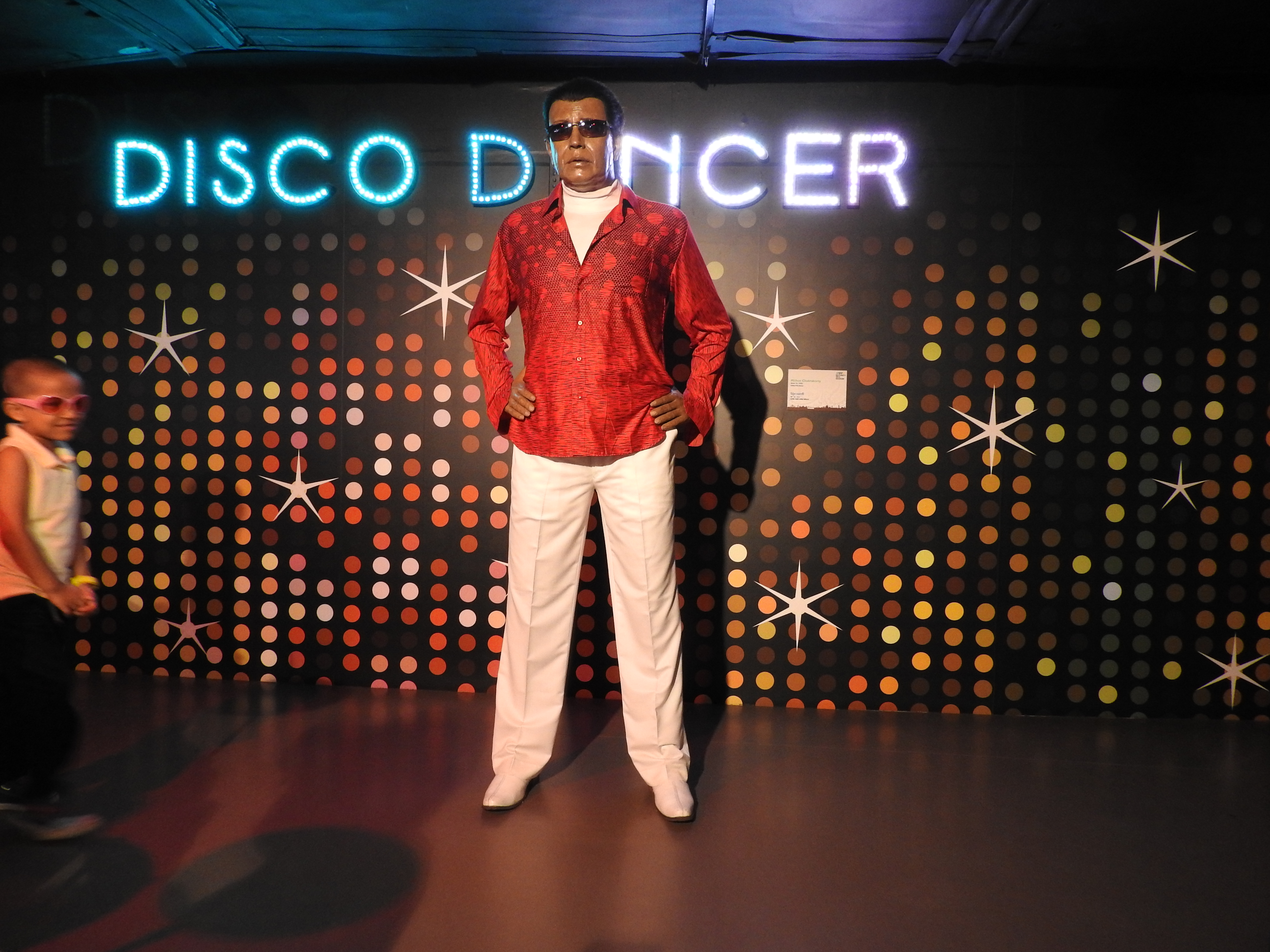
Reproduction grandeur nature d'une célébrité au musée de cire de Calcutta.

Un musée de cire (appelé à l'origine « cabinet, ou cercle de figures de cire ») est un musée qui expose des statues en cire de taille humaine représentant notamment des personnes célèbres, qu'elles soient historiques (la Révolution française, intellectuels), contemporaines (sur le thème des conquêtes coloniales), ou imaginaires, éventuellement dans des reconstitutions de scènes mémorables (« tableaux ») dont elles ont été les protagonistes ; des sujets présentant un intérêt scientifique (anatomie - pathologique ou non, ethnologie, phrénologie), avec un objectif éducatif ou d'édification ; d'autres pièces sont conçues avec une visée de divertissement, certaines d'entre elles révélant un penchant pour le monstrueux et le macabre réservées à un espace généralement dénommé « chambre des horreurs ».
Le musée Grévin, par exemple, montra un sacrifice humain au Dahomey, ou le bey de Tunis signant le traité du Bardo, puis Louis Morin y organisa un spectacle d'ombres chinoises, Musée Grévin au Dahomey, en 1892 (année de la conquête par les Français, qui déclencha une Dahomey-mania dans le monde du spectacle). Le musée de l’Homme possède un grand nombre de moulages phrénologiques (légués notamment par Franz Joseph Gall) ou ethnographiques (celles de Pierre Marie Alexandre Dumoutier sont phrénologiques ou ethnographiques). Le musée du Quai Branly possède une statuette de guerrier marquisien (vers 1840) à vocation pédagogique. 
Les fêtes foraines pouvaient proposer des cires tournant autour des mêmes centres d'intérêt, parfois plus fantaisistes et sensationnalistes.
Un homme comme Jules Talrich put ainsi fournir plusieurs musées en cires de diverses natures tout en fabriquant des pièces pour l'enseignement de l'ethnographie, d'autres par intérêt pour la physiognomonie et la phrénologie, etc. Il est connu surtout pour ses apports à la science anatomique et à la pédagogie médicale, à la médecine légale, à l'art funéraire et à l'art religieux.
Aujourd'hui, les deux plus célèbres musées de cire sont le musée de Madame Tussaud à Londres, et le musée Grévin à Paris.

## En France

### Antoine Benoist

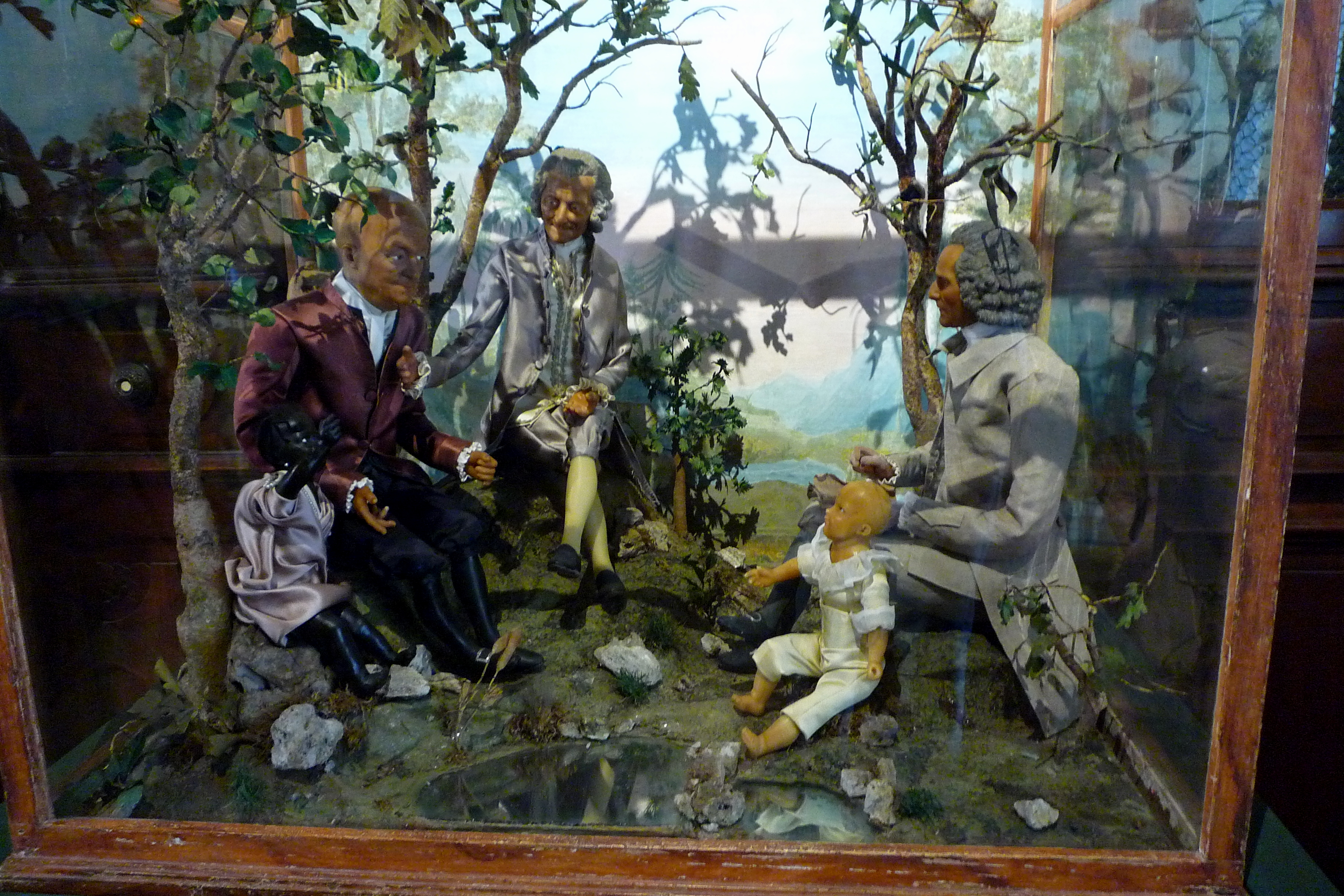
Cabinet de cire de 1792 avec les trois pères de la Révolution française, Franklin, Voltaire et Rousseau, installés aux Champs-Élysées.
(musée de la Révolution française)

Sous le règne de Louis XIV, Antoine Benoist (1629-1717) réalise des bustes en cire du roi, devient peintre ordinaire et premier sculpteur en cire du roi et ouvre un cabinet de cire à Paris, rue des Saints-Pères. Il y expose le « cercle de la cour » composé de figures de cire grandeur nature (avec entre autres : François VII de La Rochefoucauld, Madame de Maintenon, Madame de La Fayette, Bossuet, Jean Racine, Jean de La Fontaine, Nicolas Boileau). Il réalise aussi le cercle de la cour du roi d'Angleterre Jacques II en 1684. Jean de La Bruyère raille Benoist dans Des jugements car « il s'enrichit à montrer des marionnettes dans un cercle ».

### Crèche
Il y eut, de 1726 à 1728, rue de la Bûcherie, une crèche peuplée de personnages de cire : « On nommait la Crèche un spectacle établi rue de la Bûcherie, près du Petit-Pont, dans une des salles de l'Hôtel-Dieu. Des figures de cire y représentaient la crèche de Jésus-Christ, où l'on contemplait une quarantaine de personnages, non compris le bœuf et l'âne. Cette exhibition annuelle durait depuis l'Avent jusqu'à Pâques, et l'on y était admis pour deux sous [Jèze, Etat de Paris, édit. de 1757, p. 178.]. En 1726, les propriétaires se nommaient Nicolas et Anne Bertrand ».

### Cabinet des grands voleurs
Le forain Clément Lorin, « montreur de lanterne magique, directeur d'un spectacle d'animaux » ouvrit (en 1776 ou 1777 ?) sur le boulevard du Crime, son Cabinet des grands voleurs.

### Curtius
Curtius, mentor de Marie Grossholtz (épouse Tussaud) ouvre en 1762 à l'hôtel d'Aligre, du 121 au 125 rue Saint-Honoré, un cabinet de figures de cire à Paris, déplacé en 1776 au Palais-Royal, 17 Galerie Montpensier. Il compte le tableau « la famille royale au Grand couvert à Versailles ». Il ouvre une annexe en 1782 au boulevard Saint-Martin, transférée ensuite au boulevard du Temple : la caverne des grands voleurs. Il meurt en 1794 et lègue une partie de son exposition à Marie Tussaud. La partie de l'exposition restée à Paris et gérée par François Tussaud, mari séparé de Marie Tussaud, ferme en 1847.

### Cabinet du duc d'Orléans
André-Pierre Pinson, chirurgien appartenant aux Cent-Suisses, céroplasticien et artiste réalisa pour le cabinet du duc d'Orléans, au Palais-Royal, un écorché en cire (vers 1780) et la Femme à la larme (offrant un beau visage en profil, tandis que l'autre profil montre une coupe de la tête - conservée au Musée de l'homme) et bien d'autres pièces qui se trouvent depuis la Révolution au Muséum national d'histoire naturelle.
Louis-Sébastien Mercier évoque « les étrangers et les curieux [qui, autrefois,] allaient admirer dans les appartements secrets du duc d'Orléans les figures obscènes de l'Arétin exécutées en cire, grandeur de nature ».

### Muséum de démonstration de physiologie et de pathologie
Prudhomme donne dans son Miroir de l'ancien et du nouveau Paris (1807) la description de ce cabinet ouvert par Jean-François Bertrand (ou Bertrand-Rival) : « Les jeunes gens devraient tous visiter le muséum de démonstration de physiologie et de pathologie de M. Bertrand, professeur d'accouchement, galerie du Palais-Royal, n° 23. 
Ce muséum est un cours de morale. On y voit toute la structure du corps humain et les maladies auxquelles il est sujet ; tout ce qui concerne les femmes ; les maladies internes et externes, ... l'onanisme et ses terribles résultats dans les deux sexes ; les maladies vénériennes, et celles qui sont produites par l'excès de la continence, etc. Les pères de famille doivent conduire dans cet endroit leur fils adolescent, pour lui donner un préservatif contre la séduction des femmes impures ».
Le même musée avait été visité par Heinzmann (de) en 1799, qui notait : « Afin de n'être pas trop tourmenté par le diable de la volupté et de la séduction dans Paris, je conseille à tous les jeunes étrangers inexpérimentés, de se faire passer leur envie dans le cabinet anatomique et d'histoire naturelle du digne professeur Bertrand.

### Musée Hartkoff
Le musée Hartkoff s'installa « salle Beethoven, pass. de l'Opéra » en 1865.
Il comprenait « un musée géologique, ethnologique et anatomique et une série de figures de cire 'prises, disait le catalogue, sur le masque original des personnes historiques et faites par le professeur Schwartz, célèbre phrénologue de Stockholm » : rois de Suède, Voltaire, Schiller, Paganini, Weber, Mirabeau, Robespierre, (Berthold ?) Auerbach et quelques assassins célèbres, et Julia Pastrana, la femme-singe. Les publicités mettaient en avant les 2000 pièces anatomiques du musée. Hartkoff ferma son musée pour le transporter à Londres en 1868.

### Musée français (Talrich)
Situé sur le boulevard des Capucines, ce musée créé par le céroplaste et modeleur-anatomiste Jules Talrich connaît une existence éphémère entre 1866 et 1867. 

Après s'être acquitté d'un franc d'entrée, le visiteur y découvre différents tableaux inspirés de la littérature (Don Quichotte et Sancho Panza, Renaud et Armide, Sara la baigneuse), de la mythologie (Hercule et Omphale) ou de l'histoire de l'anatomie (André Vésale, Guillaume Dupuytren). Au sous-sol, la « Chambre de la Question », représentant une scène de torture, sert d'introduction à un tour de magie, le Décapité parlant (visible moyennant un supplément de cinq francs).

### Musée Oller
Situé dans les sous-sols de l'Olympia à Paris (38, boulevard des Capucines), le musée, initié par Joseph Oller, a été ouvert de 1895 à 1900. Le musée Grévin a présenté des séances de cinématographe pour le concurrencer. Il présentait des scènes de la Révolution française, de la Passion du Christ, des personnages historiques et contemporains et des scènes comiques.

### Musée Grévin
À l'initiative d'Arthur Meyer qui sollicite Alfred Grévin, Le musée Grévin ouvre en 1882 à Paris sur le boulevard Montmartre. Ses parties les plus anciennes comprennent le théâtre Grévin (salle de spectacle), le Palais des Mirages (attraction utilisant le principe de l'illusion d'optique), ainsi que la salle de la Coupole et la salle des Colonnes possédant de très beaux décors de style baroque datant de 1882, qui en font le plus ancien bâtiment existant abritant un musée de cire.
Des années 1970 à 1990, le musée Grévin a ouvert des succursales en province ; à Lourdes en 1974 (acheté en 1979, vendu en 1987), Tours en 1984 (fermé en 2005), La Rochelle en 1989 (fermé en 2002), Dijon en 1990 (fermé en 1995), au Mont-Saint-Michel en 1991, à Saint-Jean-de-Luz en 1993 (fermé en 2007) et Salon-de-Provence en 1992 (fermé en 2015). En 1998, le groupe parc Astérix a acheté le musée Grévin, devenu le groupe Grévin & Cie, a vendu les musées de province. Seuls subsistent les musées de Lourdes et du Mont-Saint-Michel. Les figures de cire du musée Grévin de Tours ont été vendues aux enchères à l'hôtel Drouot le 15 février 2006 pour 225 000 €.
Le musée ouvre des filiales à l'étranger avec le musée Grévin Montréal en 2013, le musée Grévin Prague en 2014 et le musée Grévin Séoul en 2015.
Un total de trois Grévin ouvrent hors de France. Déficitaire, le musée Grévin Prague ferme en mars 2018 et rouvre avec de nouveaux propriétaires sous le nom de Chocotopia,,. Inauguré en juillet 2015, le musée Grévin Séoul est cédé en février 2018.

### Musées de cire d'après-guerre
Après 1945 de nombreux musées de cire ont ouvert. Beaucoup ont fermé dans les années 1990 et 2000. Quelques musées de cire indépendants subsistent, le diorama Thérèse de Lisieux, le musée de cire de l'historial de Sainte-Anne-d'Auray, le musée de l'histoire et des traditions de Basse Bretagne de Perros-Guirec, le musée de juin 1944 (inauguré en 1953) de l'Aigle ou du Saint Curé d'Ars (ouvert en 1994 et repris en 2015 par la Communauté de communes de Trévoux). 
Le musée de cire d'Issoire (ouvert en 1965), le musée Jeanne-d'Arc de Rouen (1953-2012), les musées de cire de Saint-Malo (1947-1997), du Puy-en-Velay (1956-1970), Granville, Aurillac, Trouville-sur-Mer, Moulineaux (château de Robert le Diable), Saintes-Maries-de-la-Mer, Rocamadour (musée de Roland le Preux), Le Plessis-Brion, Loudun, Albi, l'historial de la Chaise-Dieu (réalisé par M. Crépin, architecte de théâtre du musée Grévin, ouvert de 1956 à 2014) ou l'historial de Montmartre (1954-1991) ont fermé. Deux musées de cire contigus, le musée des martyrs de Paris (inspiré du London Dungeon) et le musée du rock 'n' roll (inspiré du Rock Circus de Piccadilly Circus du Tussauds Group), ont ouvert en 1990 au Forum des Halles à Paris. Faute de visiteurs, ils ont fermé en 1993. 
Les musées de cire français (en dehors du musée Grévin) étaient (ou sont encore) sur des thèmes historiques (on parle aussi d'historial) ou religieux. Des figures de cire sont intégrés à des sites remarquables ou à des monuments historiques tel que le château d'Ussé, le château de Breteuil, le château de Vaux-le-Vicomte, le château de Langeais, le château de Chenonceau, la conciergerie, le musée du Désert ou l'abbaye Notre-Dame de Daoulas (transférées en 2010 au manoir de Kerandraou de Troguéry). Le château de Chavaniac, lieu de naissance du marquis de La Fayette, a ouvert un historial en 1974, fermé dans les années 1990 au profit d'une muséographie plus moderne.

### Spectacles ambulants
Il existe plusieurs tableaux présentant ces montreurs ambulants de figures de cire avec leur boîte de colporteur qui rassemblaient des petits groupes de personnes au coin des rues ou dans les foires. On les disait « Savoyards », comme certains musiciens ambulants, joueurs de vielle à roue accompagnés de leur singe. La collection Leiden (en) attribue l'un de ces tableaux à un suiveur de Jan Steen, peut-être Richard Brakenburgh :  Démonstration de figures de cire (fin XVIIe siècle). 
Il existe un autre tableau, de Willem van Mieris : Le Spectacle rare (1718, Rijksmuseum), ou ’t Fraaij curieus (Le vrai curieux, d'après le cri des Savoyards pour attirer la foule, selon la notice du tableau). Un troisième titre, en anglais et difficile à traduire, était  Peepshow. Les peep-shows en question (ou raree show (en)s, d'après l'adjectif français « rare ») étaient des caisses de colporteur contenant des curiosités, automates ou marionnettes, notamment. Dans le tableau de van Mieris, on voit une suite de petits tableaux formés par des statuettes en cire, le tout illustrant une histoire racontée par le montreur de curiosités et de figurines. C'est plus tard que les peep-shows montrèrent des images lestes et des vues d'optique.
Les fêtes foraines permirent de découvrir des spectacles plus impressionnants, grâce aux nouveaux moyens de transport, roulotte ou verdine, et train. Le musée Spitzner devint ambulant en 1885, suivi du Grand Panopticum de l'univers, à visée éducative et édifiante, « renfermant de nombreux sujets très intéressants et une superbe collection anatomique avec toutes les phases de la grossesse », des « ouvrages d'art représentant les dernières actualités - les grands hommes célèbres de l'époque » (hommes politiques ou voyous, comme la bande Pollet), des cires sociales (Les Dangers de l'Alcoolisme - Ses ravages) et un « Salon Réservé de Pathologie » pour présenter les monstruosités de la médecine. « Prix d'entrée très modique, pour laisser à tout le monde la facilité de s'instruire »

## Au Canada
Le musée Grévin Montréal est inauguré le 17 avril 2013.
Le Québec comptait deux musées de cire majeurs : Le musée historique canadien ou musée de cire de Montréal et le musée de cire de Québec. Les collections ont été cédées au musée de la civilisation de Québec et sont présentés ponctuellement dans le cadre d'expositions thématiques.

### Le musée historique canadien

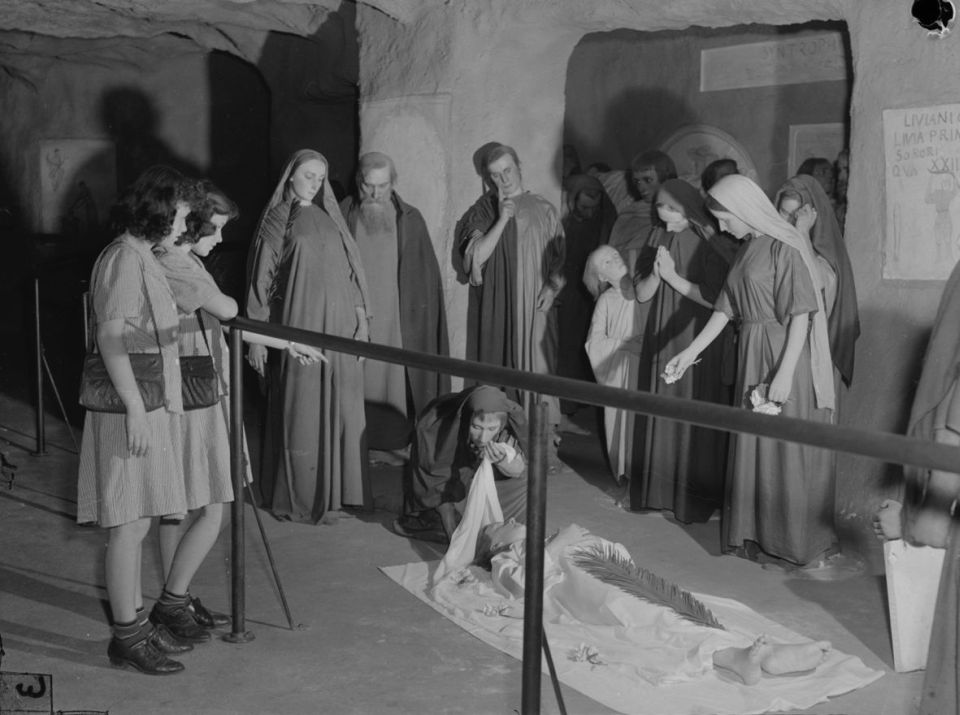
Deux sœurs en visite au musée historique canadien en 1946 contemplent une mise en scène chrétienne représentant une mise au tombeau chez les premiers chrétiens.

Ouvert en 1937, le musée historique canadien présentait d'anciennes scènes du musée Grévin de Paris comme les catacombes de Rome et les chrétiens jetés aux lions ainsi que des scènes originales sur l'histoire du Québec. Situé en face de l'Oratoire Saint Joseph il a fermé en 1989. Le musée de la civilisation s'est porté acquéreur de 200 figures de cire.
En 1955, Radio-Canada l'a visité en compagnie de son directeur, Gérard Lafortune.

### Le musée de cire de Québec
Ouvert en 1947, le musée était situé dans la Maison Charles-Berthelot, aussi appelée Maison Vallée, au no 22 de la rue Sainte-Anne à Québec et comptait 16 scènes classées sous trois thématiques : Nouvelle-France, événements historiques du monde et culture populaire québécoise. Il a fermé en 2007. Le musée de la civilisation s'est porté acquéreur de 12 scènes et de 50 figures de cire dont Champlain, Madeleine de Verchères, Montcalm, Wolfe, Marie de l'Incarnation, Dollard des Ormeaux, Louis XVI, Christophe Colomb, les acteurs de la conférence de Québec en 1943 (Mackenzie King, Franklin Delano Roosevelt, Winston Churchill), René Lévesque et Émile Nelligan.

### Le musée de cire Ville Marie de Josephine Tussaud
Le musée de cire Ville Marie de Joséphine Tussaud (arrière arrière petite-fille de Marie Tussaud) a existé au no 1198 de la rue Sainte-Catherine Ouest (à l'intersection de la rue Drummond) à Montréal de 1964 à 1967. Comme les musées Louis Tussaud, le musée de Joséphine Tussaud de Montréal et ceux de Boston, Atlanta, Saint Petersburg (Floride), Phoenix, Virginia Beach, Tucson, Newport (Oregon), Victoria (Colombie Britannique) Niagara Falls ou Hot Springs - le seul qui subsiste - n'avait aucun rapport ni lien avec le musée de Madame Tussaud à Londres ni avec le groupe Tussauds.
En 1965, les statues des Beatles ont été inaugurées par les Beatles eux-mêmes lors de leur visite au Canada.
Le musée a confectionné une statue de cire et publié une carte postale en l'honneur du 500e but de Maurice Richard contre les Blackhawks de Chicago.
- 1. La belle au bois dormant
- 2. La cour de France. Jacques Cartier rencontre l'indien Donnacona
- 3. Une scène de Gigi : Leslie Caron et Maurice Chevalier
- 4. Khrouchtchev, Fidel Castro et Mao Tsé-Tung
- 5. le gouverneur-général Georges-Philias Vanier et son épouse, la reine Élisabeth II et le prince Philip, le Premier Ministre canadien Lester B. Pearson
- 6. Conférence de Casablanca : Franklin D. Roosevelt, le Général de Gaulle, le Général Giraud et Sir Winston Churchill
- 7. Elizabeth Taylor, Marlene Dietrich et Brigitte Bardot
- 8. Marilyn Monroe
- 9. Assassinat de Lincoln : Abraham Lincoln, Mary Todd Lincoln et John Wilkes Booth
- 10. Napoléon Ier et Joséphine de Beauharnais
- 11. La Sainte Cène
- 12. Le pape Paul VI
- 13. Léonard de Vinci
- 14. Albert Einstein, Toulouse-Lautrec, Jacques Offenbach et Louis Pasteur
- 15. Les obsèques de JFK.
- 16. Samuel de Champlain, Leif Ericson, Christophe Colomb et Jean Cabot
- 17. Hockey : Maurice Richard et Glen Hall
- 18. Lyndon Johnson et sa femme
- 19. Alice au pays des Merveilles
- La chambre des horreurs : les têtes des femmes de Barbe-Bleue
- 1c Le suplice des fourmis
- 2c Marie-Antoinette devant la guillotine
- 3c accident entre une voiture et une moto
- 4c Jeanne d'Arc au bûcher
- 5c le crocher algérien
- 6c Burke et Hare, les voleurs de cadavres
- 7c meurtre le Lee Harvey Oswald par Jack Ruby
- 8c Le chevalet de l'inquisition : Torquemada et Jacques Grivet
- 9c La créature de Frankenstein

### Le musée La Salle puis le musée Éden de Montréal

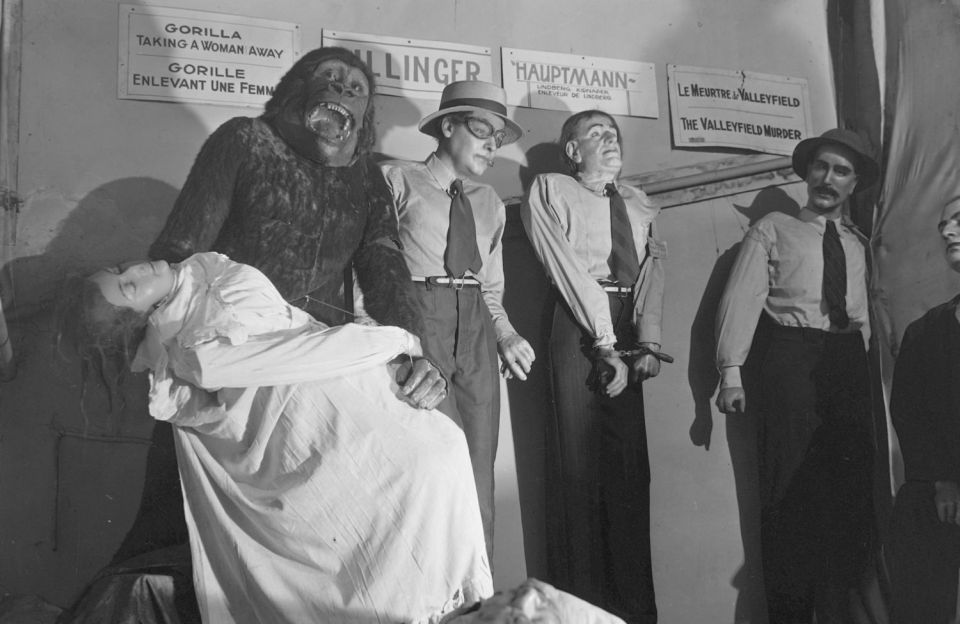
Des statues de cire de meurtriers célèbres et d'un gorille enlevant une femme au musée Eden, en 1940.

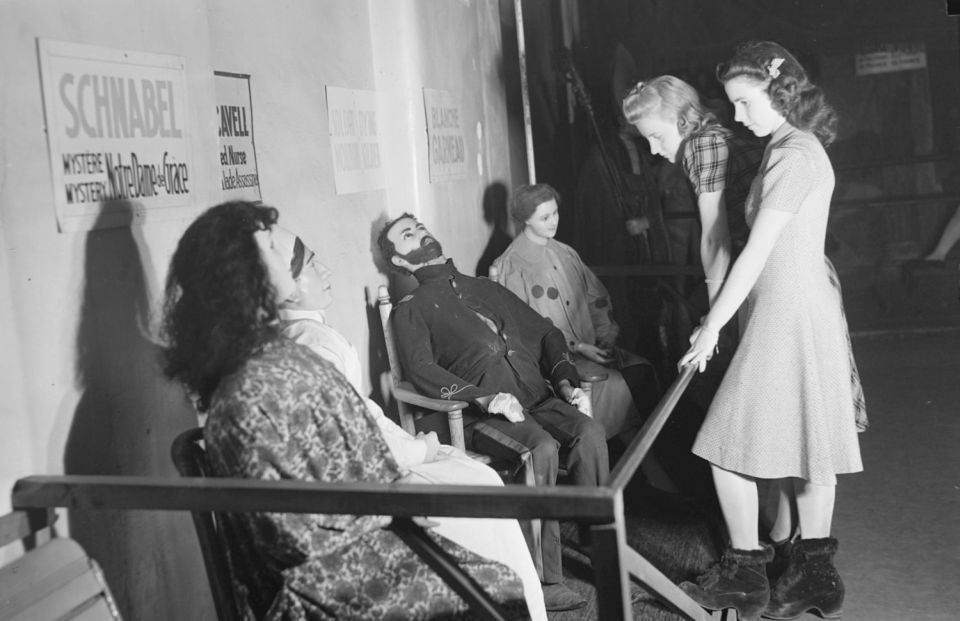
Des visiteuses contemplant les statues de cire du musée Eden en 1940.

Raymond Beullac, un statuaire, après avoir visité le musée Grévin à Paris et le musée de Madame Tussaud à Londres, a commandé 80 statues au musée parisien et ouvert au 1682-1684 rue Notre-Dame à Montréal, le musée La Salle le 22 décembre 1892. Il comptait 13 tableaux :
- 1. découverte du Canada
- 2. audience royale
- 3. les découvreurs canadiens
- 4. siège de Québec
- 5. cathédrale de Québec en 1665
- 6. départ de La Salle
- 7. fondatrices d'institutions religieuses
- 8. fondation de Montréal 1642
- 9. mort de Montcalm 1759
- 10. mort du Général Wolfe 1759
- 11. visions de Jeanne d'Arc
- 12. Jeanne d'Arc en prison
- 13. Jeanne d'Arc au bûcher.

Le musée a fait faillite le 21 février 1894 et a fermé le 31 mai 1894, .
Il est racheté, rouvre le 21 avril 1894 et déménage le 9 juillet au Monument National pour devenir le musée Eden. Des scènes criminelles, des moulages anatomiques et des phénomènes de foire s'ajoutent aux scènes historiques. Il a inspiré la série télévisée du même nom diffusée en 2010 sur Radio Canada. Le musée Eden a fermé en 1940.

## En Europe

### Madame Tussauds
Madame Tussauds est un musée de cire fondé en 1835 à Londres par l'artiste française Marie Tussaud, qui a déménagé en 1884 vers son emplacement actuel sur Marylebone Road.
Des musées Madame Tussauds existent aussi dans plusieurs villes d'Europe (Berlin, Amsterdam, Vienne, Blackpool, Istanbul). Le groupe prévoit d'ouvrir d'autres sites.
 

### Castans Panoptikum

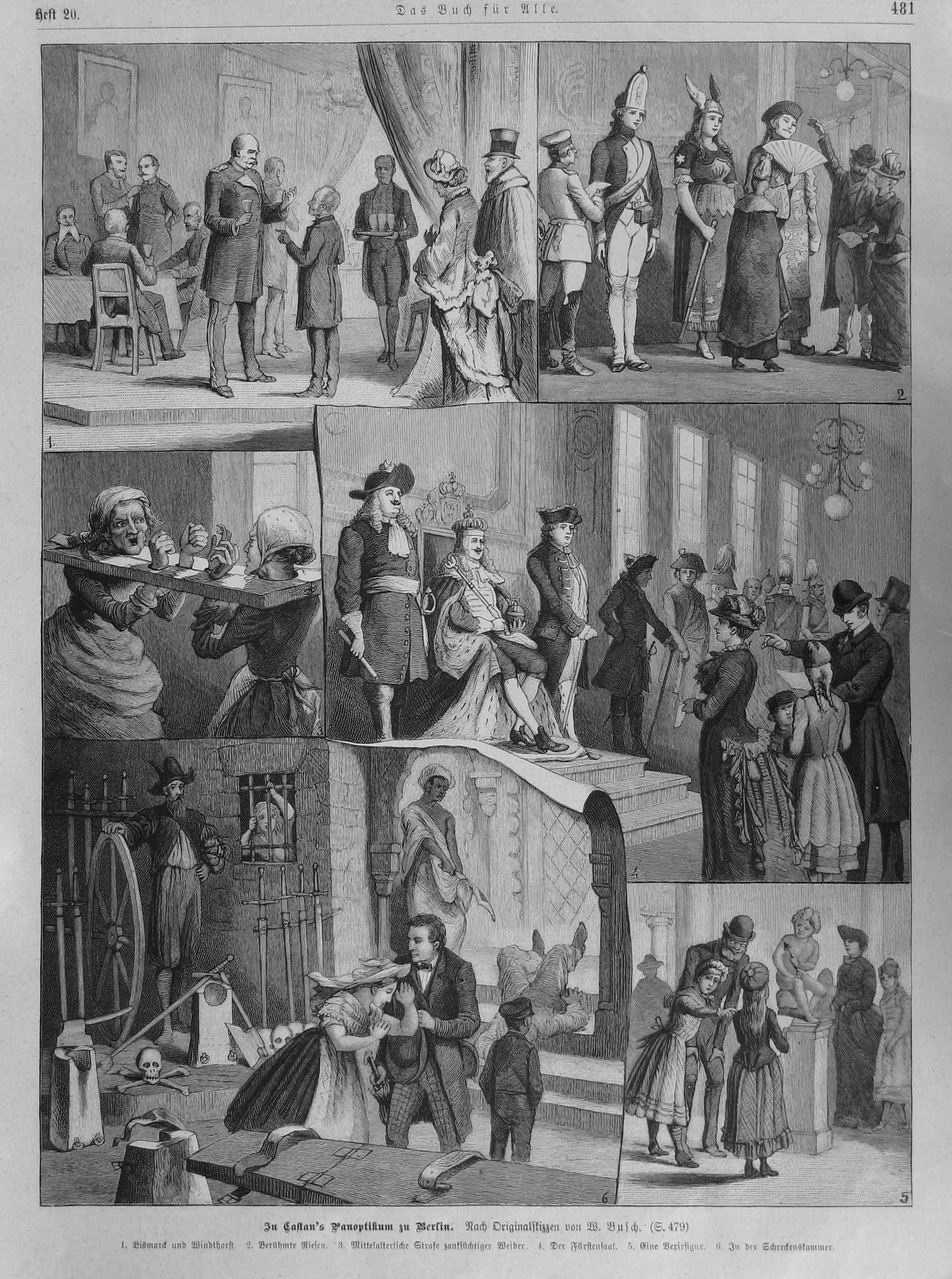
Gravure de 1890 représentant les statues de cire du musée berlinois.

Le Castans Panoptikum (de) est un musée de cire berlinois qui a existé entre 1869 et 1922. Il comptait des succursales à Cologne, Francfort, Dresde et Bruxelles. Le musée a fait faillite et la collection a été vendue aux enchères en 1922.
Les figures de cire de la collection du Castans Panoptikum ont été patiemment rachetées et des figures modernes ont été fabriquées pour ouvrir le Berliner Panoptikum à Berlin de 1972 à 1996. En 2013, la collection a permis d'ouvrir le Mannheimer Panoptikum à Mannheim. Faute de visiteurs, le musée a fermé en mai 2014.

### Panoptikum Hamburg
Le Panoptikum de Hambourg est le musée de figures de cire le plus ancien et le plus grand d'Allemagne. Fondé en 1879 par Friedrich Hermann Färber sur le champ de foire du Reeperbahn entre l'Opéra et le théâtre Schmidt, il est toujours la propriété de famille Färber. Pendant la Seconde Guerre mondiale le bâtiment a brûlé après un bombardement. Avec 28 figures sauvées, le Panoptikum a rouvert en 1948 au même endroit. Le bâtiment d'aujourd'hui a été construit en 1961 dans le style des années 1950. Au début de 2007, une restauration a rendu son caractère à la vieille façade.
Le Panoptikum présente des figures historiques, des célébrités internationales et des stars de Hambourg. Le musée compte plus de 130 figures de cire et un cabinet de cires anatomiques historiques.
Le musée présente la statue de Uwe Seeler jeune (un champion de football de Hambourg).

### Museu de Cera de Barcelone
Le musée de cire de Barcelone se trouve au Passage de la Banca no 7, près des Ramblas. Il a été inauguré en 1973 et compte plus de trois cents statues qui représentent tant des personnages réels que de fiction.

### National Wax Museum Plus àDublin
Le « National Wax Museum Plus » est le musée de cire de Dublin. Fermé en 2005, il a rouvert dans le quartier de Temple Bar. Il appartient aujourd'hui à Patrick Dunning. Depuis les années 1980, le musée a eu un nombre de visiteurs très bas et très peu de figures de cire étaient ajoutés, sauf celles des nouveaux présidents et premiers ministres de l'Irlande.

## Culture populaire

### Cinéma
Le musée de cire est au cœur de l'intrigue de plusieurs films d'horreur, dont :
- 1988 : Waxwork,
- 1973 : Terror in the Wax Museum,
- 1969 : Nightmare in Wax,
- 1966 : La Chambre des horreurs (House of Wax),
- 1945 : Les Yeux qui tuent (The Frozen Ghost),
- 1945 : Midnight Manhunt,
- 1933 : Masques de cire (Mystery of the Wax Museum), ainsi que ses deux remakes :
  - 1953 : L'Homme au masque de cire (House of Wax),
  - 2005 : La Maison de cire (House of Wax).

### Séries télévisées
Ce thème fait également l'objet de plusieurs épisodes de séries télévisées, dont :
- 1981 : Le Musée de cire (Wax Museum) de L'Incroyable Hulk,
- 1963 : The New Exhibit de La quatrième dimension,
- 1953 : Mystery in Wax de Superman,